# Los Testigos

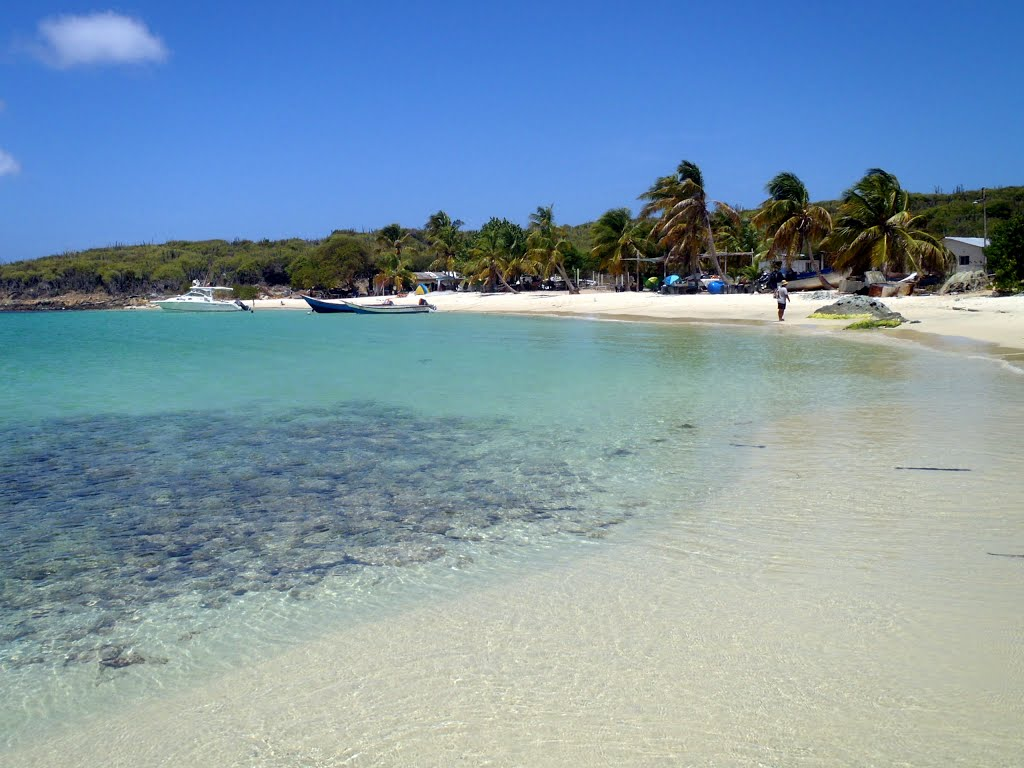
Los Testigos

Los Testigos – archipelag położony w południowo-wschodniej części Morza Karaibskiego. Wchodzi w skład dependencji federalnych Wenezueli. Wyspy leżą ok. 400 km na północny wschód od Caracas i ok. 80 km na północny wschód od wyspy Margarita. Archipelag składa się z sześciu głównych wysp oraz szeregu wysepek i skał, zajmujących łącznie powierzchnię 6,53 km². Zamieszkuje go ok. 200 osób, głównie rybaków. Od 1972 wyspy stanowią park narodowy.